# ولاية كونديناماركا

ولاية كونديناماركا في العام 1863

كانت ولاية كونديناماركا واحدة من ولايات كولومبيا تم إنشاؤها في 15 يونيو 1857 باسم ولاية كونديناماركا الاتحادية وفي عام 1858 تم الاعتراف بها كولاية اتحادية، وفي دستور عام 1863 أعيدت تسميتها باسم دولة كونديناماركا ذات السيادة من الولايات المتحدة الكولومبية.

## التقسيمات

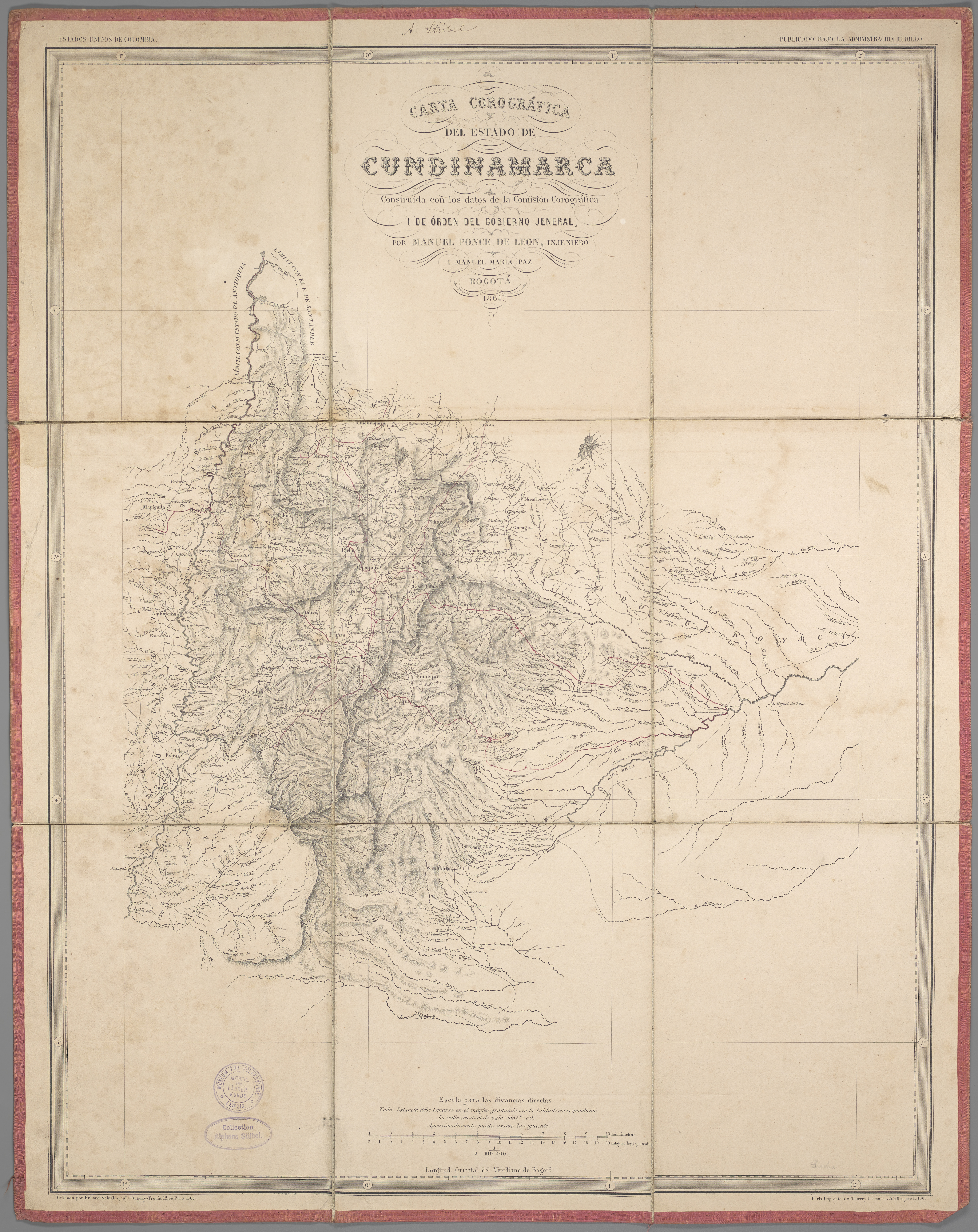
دولة كونديناماركا ذات السيادة

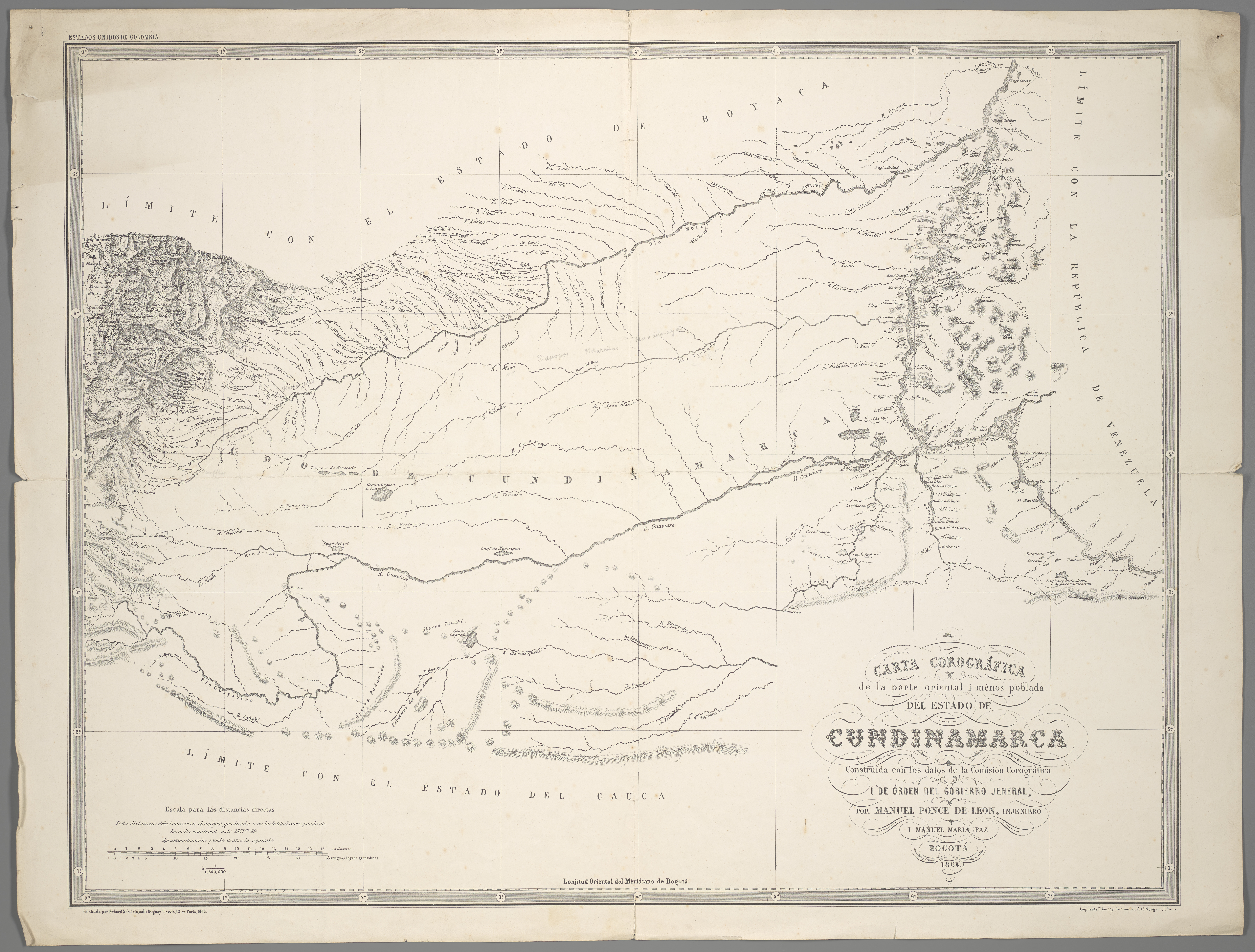
إقليم سان مارتن

بموجب قانون 15 يونيو 1857، تم تقسيم الولاية إلى 8 إدارات، ولكن في عام 1858 تم إلغاء معظمها، ولم يتبق منها سوى إدارة بوغوتا، وإدارة نييفا، وإدارة ماريكيتا، وإقليم سان مارتين.
في وقت لاحق من عام 1861، تم فصل إدارة ماريكيتا وإدارة نييفا لتشكيل ولاية توليما.

### إدارات عام 1862
بموجب القانون الصادر في 25 أغسطس 1862، تم تقسيم الولاية إلى 7 إدارات:
- إدارة بوغوتا
- إدارة الكاكويزا
- إدارة تشوكونتا
- إدارة غواتافيتا
- إدارة جوادواس
- إدارة تيكوينداما
- إدارة زيباكويرا

### إدارات 1874
بالنسبة لعام 1874، ظل عدد الإدارات على حاله، لكن تم حذف بعضها وإنشاء أخرى:
- إدارة بوغوتا (العاصمة بوغوتا)
- إدارة الكاكويزا (العاصمة فوميك)
- إدارة فكاتاتيفا (العاصمة فكاتاتيفا)
- إدارة لا بالما (العاصمة لا بالما)
- إدارة تيكوينداما (العاصمة لا ميسا)
- إدارة أوباتي (العاصمة أوباتي)
- إدارة زيباكويرا (العاصمة زيباكويرا)

إقليم سان مارتن، وعاصمته فيلافيسنسيو، كان في مقاطعة بوغوتا ولكن تحت إدارة الحكومة الوطنية.